# Érémomèle à croupion jaune
Eremomela icteropygialis
Espèce
Statut de conservation UICN

 LC  : Préoccupation mineure
L'Érémomèle à croupion jaune (Eremomela icteropygialis) est une espèce de passereaux de la famille des Cisticolidae.
Elle fréquente la savane et les milieux secs, ouverts.

## Répartition et sous-espèces
Son aire s'étend à travers l'Afrique subsaharienne.
Selon la classification de référence du Congrès ornithologique international (14.2, 2024) :
- E. i. alexanderi Sclater, WL & Mackworth-Praed , 1918 — du Sénégal au Darfour
- E. i. griseoflava Heuglin, 1862 — du Soudan au Somaliland et l'ouest du Kenya
- E. i. abdominalis Reichenow, 1905 — du centre du Kenya au nord de la Tanzanie
- E. i. salvadorii Reichenow, 1891 — du sud-est du Gabon au sud de la RDC, l'Angola et l'ouest de la Zambie
- E. i. polioxantha Sharpe, 1883 — est du Botswana, sud-est du Zimbabwe, sud du Mozambique et nord-est de l'Afrique du Sud
- E. i. helenorae Alexander, 1899 — sud de la Zambie et du Malawi, ouest du Zimbabwe et nord du Mozambique
- E. i. puellula Grote, 1929 — sud-ouest de l'Angola
- E. i. sharpei Reichenow, 1905 — sud de l'Angola, nord de la Namibie et Botswana
- E. i. viriditincta White, CMN, 1961 — nord-est de la Namibie et du Botswana, sud-ouest de la Zambie et nord-ouest du Zimbabwe
- E. i. icteropygialis (Lafresnaye, 1839) — Namibie, sud-ouest du Botswana et nord-ouest de l'Afrique du Sud
- E. i. saturatior Ogilvie-Grant, 1910 — Afrique du Sud